# كلوستريديوم بروبيوني
مطثية بروبيونية (الاسم العلمي: Clostridium propionicum) هي نوع من البكتيريا تتبع جنس المطثية من فصيلة نظيرات المطثية. وهي بكتيريا منتجة لحمض البروبيونيك.